# Le Pommier
Le Pommier est une maison d'édition française, qui se consacre à la transmission de la connaissance au grand public, depuis le 3 mars 1999. Elle est également le réceptacle de l'œuvre du philosophe Michel Serres (plus de 40 ouvrages publiés au Pommier), fervent partisan de cet esprit de partage.
Elle a été dirigée par Sophie Bancquart (1998-2017), Juliette Thomas (2017-2019), puis Julien Brocard (2019-2023). Elle est aujourd'hui une marque des Presses Universitaires de France, qui font partie du groupe d'édition Humensis.

## Histoire
D’abord créé sous la houlette de Claude Durand comme un département de Fayard, Le Pommier, dont le siège social est alors sis au 23 de la rue du Sommerard, à Paris, publie à l’origine des ouvrages visant à diffuser tous les savoirs.
Le 14 mai 2001, ralliant éditrices et auteurs, la maison prend son indépendance, déménage dans le même arrondissement, au 239 rue Saint-Jacques, et se spécialise dans l’édition de vulgarisation scientifique et philosophique.
En 2007, la société devient une filiale du groupe d’édition scolaire Belin.  En 2010, elle rejoint ses locaux, au 8 de la rue Férou, tout en gardant son autonomie éditoriale. 
En décembre 2017, la société est dissoute sans liquidation avec transmission de l’universalité du patrimoine au profit du groupe Humensis, son seul actionnaire, au siège duquel elle déménage, au 170 bis boulevard du Montparnasse, dans le 14e arrondissement de Paris.
En 2019, le département jeunesse est fermé et le catalogue s'ouvre à la littérature générale.

## Collections
Pour transmettre la connaissance au plus grand nombre, Le Pommier diversifie les formats : essais, romans, beaux-livres, livres de poche et ouvrages destinés aux enfants. 
- Essais et documents
  - Le Grand Récit
  - Manifestes
  - Mélétè
  - Promesses de la science
  - Le sens de l'info
  - Impromptus
  - Les Pionniers de l’écologie
  - Symbiose
- Romans
  - Romans & plus
  - Plumes de science
- Beaux-livres

- Livres de poche
  - Les Petites Pommes du savoir
  - Le collège de la cité
  - Poche-Le Pommier
- Livres destinés aux enfants
  - Les petits dégoûtants
  - Sur les épaules des savants
  - Romans & plus junior
  - Les minipommes

## Prix
- Prix Biguet de l'Académie française 1999, à Frédéric Serror et Herio Saboga, pour L'Échelle de Monsieur Descartes.
- Prix littéraire des Mouettes 2000, à Alberte Van Herwynen, pour L'Arpenteur des Lumières ; médaille d'argent du Prix Montyon de l'Académie française 2001 et premier prix de littérature scientifique d'Orsay 2001.
- Grand Prix Moron de l'Académie française 2004, à Marc Lachièze-Rey, pour Au-delà de l'espace et du temps.
- Prix des éditions de la nature 2004, à Michel Lamy, pour La Photosynthèse du Chat.
- Prix La science se livre 2007, à Claude Combes, pour Darwin, dessine-moi les hommes.
- Grand prix de philosophie de l'Académie française 2007, à Gilles Dowek, pour Les Métamorphoses du calcul.
- Grand prix de l'Imaginaire 2008, à Roland Lehoucq, pour SF : la science mène l'enquête.
- Prix du Livre d'astronomie de Haute-Maurienne 2008, à Benedict Leclercq, Laurent Jolivet, Étienne Klein,  Marc Lachièze-Rey et Roland Lehoucq, pour Le Grand Récit de l'Univers.
- Grand Prix Moron de l'Académie française 2009, à Dominique Guillot, pour Des chiens et des humains.
- Prix Véolia 2010, à Éric Lambin, pour L'Écologie du bonheur ; Prix Volvo de l'environnement 2014.
- Prix Science en toutes lettres 2011, à Ivar Ekeland, pour Le Chat au pays des nombres.
- Prix du livre Véolia Environnement 2012, à Michel Serres, pour Habiter.
- Prix La science se livre 2012, à Stéphane Sarrade, pour La Chimie d'une planète durable.
- Prix Tangente 2012, à Jean-Louis Brahem, pour Histoires de géomètres et de géométrie.
- Prix Le Goût des sciences 2012, à Sophie Nicaud, pour Mission Tara Océan.
- Prix Prescrire 2013, à Naomi Oreskes et Erik M. Conway, pour Les Marchands de doute.
- Prix Roberval 1re mention jeunesse 2013, à Jean-François Bach, Olivier Houdé, Pierre Léna et Serge Tisseron, pour L'enfant et les écrans.
- Prix Le Goût des sciences 2014, à Delphine Grinberg, pour Terriens malins ; Prix de la Petite Salamandre 2014.
- Grand Prix Moron de l'Académie française 2015, à Olivier Houdé, pour Apprendre à résister.
- Prix Le Goût des sciences 2015, à Elena Pasquinelli, pour Mon cerveau, ce héros.
- Prix spécial du jury du Salon du livre « À plein volume » 2015, à Jean-Louis Brahem, pour Histoires de gares, de dessins et de ruines.
- Prix des premières lectures 2015, à Élise Gravelle, pour Le Rat.
- Prix Sciences pour tous-lycée 2015, à Alain Schuhl, pour Le Labo des sons et des lumières.
- Prix La science se livre 2018, à Serge Abiteboul et Gilles Dowek, pour Le Temps des algorithmes.
- Prix Décembre 2021, à Xavier Galmiche pour Le Poulailler métaphysique[6].
- Prix Pierre-François Caillé de la traduction  2022 à Reyes Roher, pour sa traduction d’Animaux invisibles de Gabi Martínez.